# Il ritorno del padrino
Il ritorno del padrino è un romanzo scritto da Mark Winegardner e pubblicato nel 2004, come seguito del romanzo Il padrino di Mario Puzo, pubblicato nel 1969, e di Il siciliano, del 1984. La sua trama si svolge tra il 1955 e il 1962, includendo significativi riferimenti alla vita di Michael Corleone precedenti alle vicende de Il padrino. 
Il ritorno del padrino ha avuto un seguito, La vendetta del padrino, scritto sempre da Winegardner nel 2006.

## Trama
Stati Uniti, 1955. Michael Corleone ha ottenuto una sanguinosa vittoria nella guerra scoppiata tra le famiglie di New York. Ormai trasferito in Nevada, vuole portare la sua famiglia in attività legali e ritirarsi dal crimine organizzato, ma dovrà fronteggiare principalmente l'ambizioso Nick Geraci, suo "caporegime", ma anche gli espansionisti Louie Russo e Vincent Forlenza di Chicago e Cleveland, il cospiratore Hyman Roth ed i boss californiani Tony Molinari e Frank Falcone.
La narrazione cita molti dei personaggi di Mario Puzo, specialmente Fredo Corleone, Tom Hagen e Johnny Fontane, introducendone di nuovi, soprattutto Nick Geraci e Francesca Corleone. Metà del romanzo approfondisce il ruolo di Michael in qualità di padrino della Famiglia Corleone e i suoi sogni di introdurne completamente il potere nel mondo legale. Viene sviluppata la parte relativa al suo servizio nella Seconda guerra mondiale, nonché i molti segreti nella vita di suo fratello Federico. Il romanzo illustra inoltre l'entrata di Santino Corleone, Federico e Tom Hagen nelle attività della Famiglia, descrivendo altresì le morti di Peter Clemenza e Salvatore Tessio. Fa la sua apparizione anche Don Altobello.

## Personaggi

### Michael Corbett Shea
Michael Corbett Shea, comunemente chiamato Mickey, nasce in Irlanda nel 1890, in una famiglia molto povera. A appena compiuti i dieci anni emigra con i genitori alla ricerca di fortuna a New York, stabilendosi nel famigerato quartiere di Hell's Kitchen, dove incontra il giovanissimo immigrato siciliano Vito Corleone, più giovane di lui di appena due anni. Terminati brillantemente gli studi, nel pieno del Proibizionismo intraprende la carriera diplomatica con la nomina ad Ambasciatore degli Stati Uniti in Canada. Abile e colto funzionario, avvia un ampio e redditizio traffico di alcolici di altissima qualità, prevalentemente whisky, nel quale coinvolge il vecchio amico Don Vito, che nel frattempo è divenuto un mafioso a capo di un'emergente Famiglia, il quale acquista e importa sul suolo statunitense le ingenti spedizioni utilizzando i camion della compagnia Genco Puro Oil Company, l'azienda di copertura del clan malavitoso dedita al commercio di olio di oliva italiano.
Alla fine del Proibizionismo, grazie ai guadagni del contrabbando di liquore, Michael figura tra gli uomini più ricchi degli Stati Uniti, e si immette in nuovi giri d'affari con un nuovo alleato, il famoso urbanista Robert Moses. Shea si sposa e diventa padre di due figli, James e Daniel, che a partire dal 1940 introduce nelle principali stanze della politica, intuendo enormi capacità soprattutto nel primogenito, che nel 1950 ottiene la carica di governatore del New Jersey, mentre il secondo ottiene la nomina di sostituto procuratore generale a New York. Nel 1956 si ritira a Manhattan, dove però continua a vigilare sulla carriera e l'operato dei figli.
Durante gli anni cinquanta, per esempio, si avvicina nuovamente ai Corleone, che ora vivono in Nevada sotto la guida di Don Michael, figlio di Don Vito, perché favoriscano James nella sua corsa alla Casa Bianca: il negoziato con la Famiglia si conclude felicemente, in quanto i Corleone accettano di finanziare la campagna elettorale e manovrare i voti a vantaggio di James. Soddisfatto, Mickey si impegna a ottenere un seggio al Congresso per Tom Hagen, il consigliere del clan, favorendo conseguentemente l'interruzione della lotta intrapresa dal governo contro il mondo mafioso. James viene efficacemente indirizzato verso l'elezione a Presidente, ma a causa di astute frodi elettorali a Hagen viene precluso l'ingresso al Congresso, e l'ex ambasciatore insabbia abilmente la richiesta di un nuovo conteggio dei voti. Shea muore improvvisamente nel 1959, senza mai vedere il figlio James ascendere alla Presidenza come aveva sempre sperato.
Il personaggio di Michael Corbett Shea si ispira alla figura di Joseph Patrick Kennedy Senior, patriarca di Casa Kennedy e padre di John e Robert Francis. Il romanzo di Winegardner, infatti, affronta il tema dei suoi legami con la Mafia statunitense atti a lanciare politicamente i due figli.

### Daniel Brendan Shea
Daniel Brendan, affettuosamente chiamato dai suoi familiari Danny, è figlio del famoso irlandese Michael Shea, e fratello minore di James, con il quale instaura un rapporto di profondo affetto. Analogamente al fratello, negli anni diventa famoso come impenitente donnaiolo. Trascorre la sua giovinezza in un quartiere povero del Bronx, fino a quando il padre Mickey, nominato Ambasciatore degli Stati Uniti in Canada negli anni del Proibizionismo, avvia un intenso e proficuo traffico di whisky canadese associandosi alla Famiglia mafiosa dei Corleone, suoi preziosi acquirenti e distributori sul suolo statunitense. Grazie agli enormi guadagni di questa attività, la famiglia Shea si riscatta gloriosamente dalla povertà, elevandosi a una vita principesca. Nella prima metà degli anni cinquanta, forte di una laurea in giurisprudenza, Danny diventa il sostituto procuratore generale di New York, avviando una promettente carriera, mentre il padre, nel 1956, stringe accordi con i Corleone affinché sostengano finanziariamente la campagna elettorale di James alla presidenza statunitense. Daniel viene attivamente coinvolto nel progetto, di cui segue gli aspetti legali e amministrativi.
Nel 1960, finalmente, James è il nuovo inquilino della Casa Bianca, e Daniel diventa procuratore generale del suo governo. Nel corso del mandato, è coinvolto in prima persona in momenti drammatici e importanti della storia nazionale: il tentativo di assassinio ai danni del dittatore cubano Fidel Castro per mezzo di una guardia del corpo, lo sbarco nella baia dei Porci, la crisi dei missili di Cuba, le vicende di Carmine Marino, e la caccia ai padrini italoamericani eccellenti, come Carlo Tramonti. Nel 1964, James viene assassinato, e Danny decide di scendere in campo per raccoglierne l'eredità. Dopo la nomina a governatore del New Jersey nel 1966, mira alla presidenza nel 1968, ma viene assassinato in modo analogo al fratello. Il personaggio di Daniel Shea si ispira alla figura di Robert Kennedy, Procuratore generale degli Stati Uniti e fratello del Presidente John Fitzgerald Kennedy. Il personaggio compare poi anche nel successivo romanzo La vendetta del padrino.

## Edizioni
- Mark Winegardner, Il ritorno del padrino, traduzione di T. Lamberti, collana Nuova Narrativa Newton, Newton & Compton, 2008,  p. 512, ISBN 88-541-1024-8.